# اشلی هایتس (کارولینای شمالی)
اشلی هایتس (به انگلیسی: Ashley Heights) شهری در ایالت کارولینای شمالی کشور ایالات متحده آمریکا است که جمعیت آن در سرشماری سال ۲۰۱۰ میلادی، ۳۸۰ نفر بوده‌است.